# Leonidas Panagopoulos
Leonidas Panagopoulpos (în greacă Λεωνίδας Παναγόπουλος, n. 3 ianuarie 1987) este un fotbalist grec, care a jucat pe postul de portar la echipa din Liga 1 Universitatea Cluj.

## Biografie
De-a lungul carierei, Leonidas Panagopoulos a evoluat la Olympiakos Pireu (echipa U21), Panionios, Vyzas și naționala Under 21 a Greciei iar pe 27 decembrie 2012 a semnat cu CS Turnu Severin. Apoi a semnat cu formația nou-promovată AFC Săgeata Năvodari, unde a fost titular în sezonul 2013-2014. După retrogradarea echipei dobrogene a semnat cu Universitatea Cluj.
1. ↑  Leonidas Panagopoulos, Transfermarkt, accesat în 9 octombrie 2017
2. ↑  Leonidas Panagopoulos, FBref